# Moondance (album)
Moondance is het  derde studioalbum van de  Noord-Ierse singer/songwriter Van Morrison. Het is het eerste album waarmee hij zowel artistiek als commercieel grote successen heeft behaald.

## Muzikanten
- Van Morrison – zang, ritme gitaar en tamboerijn
- Jack Schroer – alt- en sopraansaxofoon
- Collin Tilton – fluit en tenorsaxofoon
- Jeff Labes – clavinet, orgel en piano
- John Platania – lead- en ritmegitaar
- John Klingberg – basgitaar
- Garry Malaber – drums, percussie en vibrafoon
- Guy Masson – conga’s
- Jackie Verdell – achtergrondzang ("Crazy Love" en "Brand New Day")
- Judy Clay – achtergrondzang ("Crazy Love" en "Brand New Day")
- Emily Houston – achtergrondzang ("Crazy Love" en "Brand New Day")

## Muziek
De muziek op dit album is een mengeling van (soft)rock, jazz, folk en soul. Er staan een paar gevoelige ballads op dit album (zoals And it stoned me en Crazy love) en ook enkele melodieuze rock nummers (onder meer Caravan en Come running). De titeltrack Moondance is een jazzy nummer. Into the mystic en Everyone hebben invloeden van Ierse folkmuziek. De meeste solo’s worden gespeeld door piano en saxofoon. Alle nummers zijn geschreven door Van Morrison.
| Nr. | Titel            | Duur |
| --- | ---------------- | ---- |
| 1.  | And it stoned me | 4:30 |
| 2.  | Moondance        | 4:35 |
| 3.  | Crazy love       | 2:34 |
| 4.  | Caravan          | 4:57 |
| 5.  | Into the mystic  | 3:25 |

| Nr. | Titel               | Duur |
| --- | ------------------- | ---- |
| 1.  | Come running        | 2:30 |
| 2.  | These dreams of you | 3:50 |
| 3.  | Brand new day       | 5:09 |
| 4.  | Everyone            | 3:31 |
| 5.  | Glad tidings        | 3:13 |

## Album
Het album Moondance is opgenomen in augustus en september 1969 en uitgebracht op 27 januari 1970. Het is de opvolger van het tweede studioalbum Astral Weeks, dat goede recensies kreeg maar niet zo goed verkocht omdat het  te gecompliceerd was. Dit was reden voor Van Morrison om een beter toegankelijk album uit te brengen. 
Het album is opgenomen in de A & R studio’s in New York. Morrison heeft het album zelf geproduceerd met als co-producer Lewis Berenstein die onder anderen ook albums van de Spencer Davis Group, The Mamas and the Papas en Curtis Mayfield heeft geproduceerd. De geluidstechnici die meewerkten aan dit album waren Tony May, Elliot Schierer, Steve Friedberg, Neil Schwartz en Shelly Jakus.
Op de voorkant van de albumhoes staat een aantal portretfoto’s van Van Morrison in geel en rood, op de achterkant staat een close-up portret van Morrison. Binnenin staat de tracklijst, een overzicht van de medewerkers en de songteksten. De hoes is ontworpen door Bob Cato en de foto’s zijn gemaakt door Eliott Landy. Vanaf 1984 is het album ook op Compact Disc verkrijgbaar. In 2013 is een luxe editie verschenen waarop naast een geremasterde versie van het originele album ook drie discs staan met diverse aangepaste uitvoeringen.

## Ontvangst
Dit album wordt zowel door critici als luisteraars beschouwd als een van de beste albums van Van Morrison. De site AllMusic heeft dit album gewaardeerd met vijf sterren (het maximum). Het Amerikaanse tijdschrift Rolling Stone heeft Moondance gekozen tot Album van het jaar 1970. Op de lijst van 500 beste albums Aller Tijden (ook van het blad Rolling Stone) staat dit album op nummer 66. In de Radio 2 Top 2000 van 2017 stond het liedje Moondance op 923 en Into The Mystic op 1640.
In de Amerikaanse Billboard album hitlijst behaalde Moondance # 29. De single Come running/Crazy Love kwam op # 39. Het liedje Moondance werd in 1977 op single uitgebracht in de Verenigde Staten en behaalde toen # 92. In Groot-Brittannië kwam het album op # 32, in Nederland op # 9.